# Adobe Acrobat
Adobe Acrobat – program komputerowy do tworzenia i modyfikacji dokumentów PDF funkcjonujący na różnych platformach systemowych produkowany przez Adobe Systems. Rodzina Adobe Acrobata obejmuje kilka odmian programu oraz aplikacje posiadające część funkcji głównego programu lub inne możliwości.

## Charakterystyka programu
Adobe Acrobat umożliwia tworzenie oraz przeprowadzanie szeregu operacji na dokumentach PDF. Kreacja tychże odbywa się za pomocą modułu Acrobat Distiller poprzez wirtualną drukarkę Adobe PDF. Funkcje edycyjne pozwalają m.in. na łączenie, dzielenie plików, dodawanie, usuwanie poszczególnych stron, a także na podstawowe modyfikacje warstwy tekstowej (choć takie operacje nie są zalecane). Dokumenty PDF mogą być analizowane (Preflight), recenzowane, komentowane, podpisywane elektronicznie, szyfrowane, zabezpieczane, optymalizowane pod kątem ich objętości, zgodności z określoną wersją pliku PDF lub przestrzenią barw, uzupełniane o elementy formularzy i skrypty w języku JavaScript. Ponadto istnieją opcje eksportu całości dokumentu do formatów postscriptowych, kilku formatów graficznych, RTF, formatu Microsoft Word lub wydzielenia samych elementów graficznych czy warstwy tekstowej.

## Rodzina Adobe Acrobat
Według stanu na rok 2013 do rodziny Adobe Acrobat należą następujące aplikacje:
- Adobe Acrobat XI Professional – edycja umożliwiająca tworzenie i przeprowadzanie większości operacji na plikach PDF, najnowsza wersja programu oferuje osadzanie w PDF plików 3D (w formacie U3D wydanie 3 lub PRC). Program Acrobat Pro pozwala tworzyć pliki PDF 3D. Oprogramowanie obsługuje również funkcje pomiarów, analizy i komentowania plików PDF z danymi geograficznymi.
- Adobe Acrobat XI Standard – wersja okrojona w stosunku do edycji Professional, nie pozwala m.in. na przeprowadzanie operacji w trybie wsadowym oraz niektórych operacji edycyjnych, optymalizację dokumentu do umieszczania recenzji i komentarzy w programie Adobe Reader czy tworzenie edytowalnych formularzy
- Adobe Acrobat XI Elements – edycja pozwala wyłącznie na tworzenie dokumentów PDF oraz ich przeglądanie, drukowanie, szyfrowanie i nadawanie uprawnień
- Adobe Acrobat 3D (wersja 8.3) – ze strony producenta nadal można podbrać oprogramowanie Acrobat 3D, które nadal jest rozwijane. Posiada ono funkcje edycji Professional, a dodatkowo współpracuje z programami typu CAD i umożliwia konwersję dokumentów 3D do i z formatu PDF, obecnie Adobe udostępnia też deweloperom SDK dla wersji 9.
- Adobe Distiller XI – część Acrobata (wszystkich ww. edycji), mogąca również funkcjonować niezależnie, służy wyłącznie do tworzenia dokumentów PDF oraz konwersji dokumentów postscriptowych do formatu PDF (o wybranej przez użytkownika jakości/rozmiarze w zależności od potrzeb)
- Adobe Reader XI (wcześniejsza nazwa: Adobe Acrobat Reader) – darmowa aplikacja do przeglądania, przeszukiwania, drukowania, komentowania i recenzowania dokumentów PDF (pod warunkiem nadania odpowiednich uprawnień w edycji Standard/Professional).
- Adobe Reader dla systemów Android oraz iOS – darmowa aplikacja do przeglądania, przeszukiwania, drukowania, komentowania i recenzowania dokumentów PDF. Pozwala też na szybkie wypełnianie formularzy, podpisywanie dokumentów lub wprowadzanie komentarzy w plikach PDF na urządzeniach mobilnych.
- Lista usług online należących do pakietu Acrobat:
- Adobe FormsCentral – narzędzie do tworzenia formularzy ze strukturą, które mogą zostać konwertowane do postaci XML, PDF lub HTML.
- Adobe EchoSign® – podpisy elektroniczne.
- Adobe SendNow – usługa przesyłania dużych plików online z funkcją automatycznego konwertowania dokumentów do formatu PDF.
- Adobe PDF Pack – występuje jako usługa w chmurze i program desktopowy. Pozwala na tworzenie, łączenie plików PDF oraz konwersję plików PDF do formatów Word lub Excel.
- Adobe ExportPDF – usługa pozwalająca subskrybentom na eksportowanie plików PDF w formatach Word, Excel, RTF.
- Acrobat.com – strona i zestaw wyżej wymienionych usług związanych z pakietem Acrobat w chmurze. Adobe oferuje subskrybentom 5 GB przestrzeni dyskowej. Strona nie jest dostępna dla użytkowników z Polski.

## Historia programu
- Pierwsza wersja Acrobata dla systemów Macintosha ukazała się w 1993 r. Później wydane zostały wersje dla systemów DOS i Windows. Składała się z aplikacji: Acrobat Exchange, Adobe Distiller, wirtualnej drukarki PDFWriter i wówczas płatnego Adobe Readera.
- Wersja 2 zawierała już Adobe Acrobata w postaci przypominającej obecną oraz Adobe Catalog do tworzenia indeksów do plików PDF, a Reader stał się aplikacją darmową.
- Wersja 3, dostępna m.in. również dla Windows 95, umożliwiała tworzenie formularzy i dodawanie skryptów JavaScript do dokumentów. Pojawiła się też nowa wirtualna drukarka Acrobat Distiller (od wersji 6 pod nazwą Adobe PDF).
- Wersja 4 oferowana była m.in. z Distiller Server'em (Adobe Distillerem z wielostanowiskową licencją) oraz Acrobat Business Tools (okrojoną wersją Adobe Acrobata).
- Wersja 5 dla systemów Macintosh była pierwszą zoptymalizowaną dla wersji OS X. Udostępniano wówczas także Adobe Approval – aplikację z częścią funkcji Adobe Acrobata.
- W wersji 6 możliwości Adobe Catalog dołączono do Adobe Acrobata. Zaoferowano również m.in. Adobe Acrobat Elements, a Acrobat występował w edycji Standard i Professional.
- W wersji 7 pojawił się Adobe LiveCycle Designer (inne produkty z serii LiveCycle dostępne były oddzielnie) oraz Adobe Acrobat 3D.
- Wersja 8 programu wydana została w 2006 r. Wśród nowych aplikacji znajduje się Adobe Acrobat Connect.
- W 2007 r. ukazała się wersja 8.1 współpracująca z Microsoft Office 2007 oraz Windows Vista.
- 2 lipca 2008 ukazała się wersja 9 aplikacji.